# Oborniki
Oborniki (in tedesco Obornik; dal 1941 al 1942 Obernick) è un comune urbano-rurale polacco del distretto di Oborniki, nel voivodato della Grande Polonia.
Ricopre una superficie di 340,16 km² e nel 2004 contava 31 332 abitanti.